# Vefsna
Der Fluss Vefsna ist der größte Fluss im norwegischen Fylke Nordland.

## Geographie
Der Quellfluss Austervefsna der Vefsna entspringt im Hochgebirge des Børgefjell und fließt in Ost-West-Richtung durch die Kommune Vefsn. Bei Trofors in der Kommune Grane vereinigt sich die Austervefsna mit der Svenningdalselva zur
eigentlichen Vefsna.
20 km nördlich von Trofors überwindet die Vefsna den 17 m hohen Laksforsen-Wasserfall
(⊙).
9 km oberstrom des Laksforsen liegt der 5 m hohe Wasserfall Fellingsforsen.
Nach 45 Kilometern mündet die Vefsna bei Mosjøen in den Vefsnfjord.
Im Unterlauf begleitet die Europastraße 6 den Fluss.

## Freizeit
Die Vefsna ist ein beliebter Lachsangelfluss.
Die Lachspopulation des Vefsna ist jedoch mit dem Ektoparasit Gyrodactylus salaris infiziert.